# 西野真弘
西野 真弘（にしの まさひろ、1990年8月2日 - ）は、東京都江戸川区出身のプロ野球選手（内野手）。右投左打。オリックス・バファローズ所属。

## 経歴

### プロ入り前
南葛西小学校時代に「葛西キラーズ」で野球を始め、南葛西中学校では「浦安リトルシニア」に所属し、東海大学付属浦安高校では甲子園出場経験は無し。 国際武道大学4年生の時、千葉県大学野球リーグで春・秋の2季連続で二塁手のベストナインを獲得した。明治神宮野球大会では初戦で富士大・多和田真三郎にノーヒットノーランで敗れた。

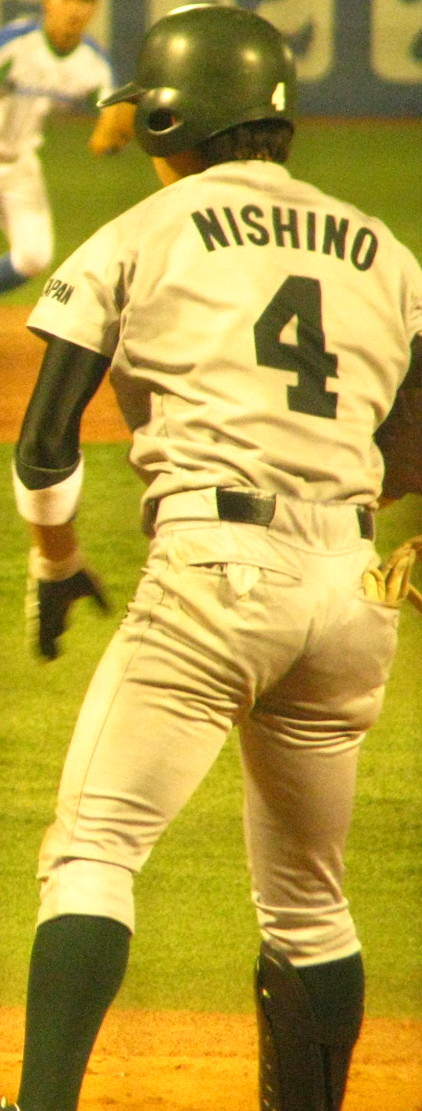
JR東日本時代
（2014年6月3日）

JR東日本時代は1年目に第84回都市対抗野球大会でベスト8に進出、社会人野球ベストナインを獲得した（二塁手）。2年目には韓国で行われた第17回アジア競技大会の野球日本代表に選ばれ、4試合に出場、計8打数1安打だった。唯一の安打はモンゴル戦で放った本塁打である。社会人時代は田中広輔と二遊間を組んでいた。
2014年10月23日に行われたドラフト会議では、オリックス・バファローズから7位指名を受け、契約金2500万円、年俸1000万円（金額は推定）で契約し入団した。背番号は39。
ドラフト後に行われた第40回社会人野球日本選手権大会では二塁手として3試合に先発出場、計12打数3安打1四死球だった。

### オリックス時代
2015年は開幕を一軍で迎えた。4月2日の対福岡ソフトバンクホークス戦の5回表に代打でプロ初出場し、初打席は一塁手への飛球で凡退した。4月12日の対東北楽天ゴールデンイーグルス戦では「8番・三塁手」で初先発出場し、7回表の第3打席で初安打となる右前安打を放つと、4月22日の対千葉ロッテマリーンズ戦では7回表に二死満塁の場面で2点適時打を放って初打点を挙げ、4月29日の楽天戦では4回裏にプロ初本塁打を放った。5月2日の対ソフトバンク戦では2回裏に初盗塁（二盗）を記録。33試合に出場した時点では、規定打席には達していなかったものの、94打数34安打の打率.362、3本塁打、18打点、5盗塁、得点圏打率.480の好成績を収めていた（同時期のリーグ首位打者が柳田悠岐で打率は.356、規定打席まであと5打席の清田育宏の打率は.355だった）。7月2日の対北海道日本ハムファイターズ戦の8回の第4打席で空振りをした際に右手首を痛め、翌3日に有鈎骨の骨折で全治2か月と診断され、7月4日に出場選手登録を抹消され、その後復帰することなくシーズンを終えた。12月1日、大阪市の大正警察署で一日警察署長を務めた。
2016年、チームでは糸井嘉男と共に全試合に出場、1試合以外は全て二塁手として出場した。三塁打数7は茂木栄五郎と共にリーグ最多を記録する一方、二塁手部門でリーグ最多の17失策を記録した。12月12日に背番号が5に変更されたことが発表された。
2017年、開幕戦は「2番・二塁手」で先発出場したが、夏場には二軍降格を経験するなど不調に終わった。6月19日の横浜DeNAベイスターズ戦（横浜スタジアム）では代打から出場しプロ入り後初めて遊撃手として出場した。
2018年、三塁手としての出場を重ねていたが、8月11日の試合の守備練習中に打球が額に直撃し、病院で検査を受け、前頭骨骨折、脳震盪と診断され、出場登録を抹消された。
2019年は、ケガや不振などもあり自己最少の56試合の出場にとどまった。
2020年は開幕一軍を逃した。二軍で3割超の打率を残していたが昇格は遅れ、中嶋聡が監督代行に就任してから約1週間後の8月28日に一軍昇格となった。9月8日の対埼玉西武ライオンズ戦では9回無死で代打出場し中前安打を放った。この安打は相手先発投手である高橋光成のノーヒットノーラン投球を阻止する一打となった。しかしシーズンを通した好調は維持できず、23試合出場、打率.243の成績に終わった。
2021年は開幕から調子が上がらず、全部門で自己最少となる、18試合出場、打率.146、1打点に終わり、シーズン通しての安打数も自身初の一桁となる6安打にとどまった。
2022年も開幕から二軍暮らしが続いていたが、4月8日のロッテ戦で代打起用され安打を放つと、4月15日の西武戦では「2番・三塁手」で先発出場し、マルチヒットを放つなど、新型コロナウイルスの影響で離脱者が多かった4月上旬は起用に応える活躍を見せた。しかし、5月に入ると打撃成績が急降下し、5月28日の中日ドラゴンズ戦を最後に一軍登録を抹消された。再昇格は8月6日の楽天戦まで待つこととなったが、「2番・指名打者」で起用されたこの試合で2安打2打点の活躍を見せると、以降はユーティリティーとして一軍に定着。優勝争いの直接対決となった9月19日のソフトバンク戦では猛打賞を記録するなど、チームの大逆転優勝に貢献した。さらに、東京ヤクルトスワローズとの日本シリーズでも第3戦で完封負けを阻止する適時打、第5戦で投手強襲の同点適時打、第6戦で9回に追加点となる犠飛を放つ活躍を見せ、シリーズ通算でも11打数5安打とチームの26年ぶりの日本一に大きく貢献した。
2023年はオープン戦で22打数11安打で打率.500と結果を残し、「3番・二塁手」で開幕スタメンを勝ち取った。9月20日のロッテ戦ではダメ押しとなる適時打を放ち、チーム本拠地胴上げの立役者の1人となった。しかしシーズンを通して終始不安定な調子で、5度の一軍登録・抹消を経験するなど、前年と同じ43試合に出場したものの、打率1割台に終わった。それでも、阪神タイガースとの日本シリーズでは第2戦で決勝点となる先制の適時三塁打を放つなど、要所要所での活躍が目立った。
2024年もオープン戦で結果を残し、「2番・二塁手」で開幕スタメンを勝ち取った。前年よりも試合出場数を大きく伸ばし、89試合に出場。5年ぶりに本塁打を放ち、規定打席には届かなかったが打率.300を記録した。10月14日、同年に取得した国内FA権を行使せずに残留することを表明し、12月2日に2700万円増となる推定年俸5000万円で2年契約を締結した。

## 選手としての特徴

### 打撃
シュアな打撃に定評のある巧打者。優れたバットコントロールと選球眼、粘り強さと勝負強さ、それに加えパンチ力も魅力。
オリックスで同僚であった坂口智隆は西野の最大の長所を「チームの状況を見れる選手」と評し、「粘れる時は粘れるし、仕掛けなきゃいけない時はどんどん積極的に行けるので、本当に打撃能力が高い選手」「ずっと出れば3割打てる」と絶賛している。

### 守備・走塁
50メートル走で6秒1を記録した俊足、内野複数ポジションをこなせる器用さが持ち味。

## 人物
愛称は「まーさん」。
身長167cmはチーム最低身長（入団当時）。
自身と同じように小柄な内野手で元チームメイトの平野恵一をプロ入り時から尊敬しており、平野からは引退セレモニー時に使用したバットと、平野の名前入りのリュックサックをプレゼントされている。なお、2016年のオフに変更した背番号5は、平野がオリックス時代につけていた背番号である。また、応援団が演奏する応援歌も平野の曲が継承された。

## 詳細情報

### 年度別打撃成績
| 年 度      | 球 団      | 試 合 | 打 席 | 打 数 | 得 点 | 安 打 | 二 塁 打 | 三 塁 打 | 本 塁 打 | 塁 打 | 打 点 | 盗 塁 | 盗 塁 死 | 犠 打 | 犠 飛 | 四 球 | 敬 遠 | 死 球 | 三 振 | 併 殺 打 | 打 率 | 出 塁 率 | 長 打 率 | O P S |
| ---------- | ---------- | ----- | ----- | ----- | ----- | ----- | -------- | -------- | -------- | ----- | ----- | ----- | -------- | ----- | ----- | ----- | ----- | ----- | ----- | -------- | ----- | -------- | -------- | ----- |
| 2015       | オリックス | 57    | 213   | 191   | 31    | 58    | 6        | 2        | 3        | 77    | 22    | 9     | 2        | 2     | 0     | 18    | 0     | 2     | 25    | 0        | .304  | .370     | .403     | .773  |
| 2016       | オリックス | 143   | 610   | 538   | 63    | 142   | 16       | 7        | 2        | 178   | 33    | 16    | 5        | 13    | 1     | 56    | 0     | 2     | 55    | 7        | .264  | .335     | .331     | .666  |
| 2017       | オリックス | 100   | 331   | 282   | 33    | 66    | 11       | 2        | 2        | 87    | 21    | 8     | 4        | 16    | 3     | 24    | 0     | 6     | 46    | 4        | .234  | .305     | .309     | .613  |
| 2018       | オリックス | 60    | 207   | 188   | 21    | 55    | 8        | 4        | 0        | 71    | 16    | 7     | 3        | 6     | 1     | 12    | 1     | 0     | 28    | 5        | .293  | .333     | .378     | .711  |
| 2019       | オリックス | 56    | 188   | 166   | 21    | 40    | 5        | 1        | 1        | 50    | 14    | 1     | 0        | 3     | 1     | 16    | 0     | 2     | 24    | 1        | .241  | .314     | .301     | .615  |
| 2020       | オリックス | 23    | 77    | 69    | 10    | 17    | 3        | 0        | 0        | 20    | 3     | 0     | 0        | 3     | 0     | 5     | 0     | 0     | 10    | 1        | .246  | .297     | .290     | .587  |
| 2021       | オリックス | 18    | 42    | 41    | 3     | 6     | 0        | 0        | 0        | 6     | 1     | 0     | 0        | 0     | 0     | 1     | 0     | 0     | 6     | 0        | .146  | .167     | .146     | .313  |
| 2022       | オリックス | 43    | 130   | 114   | 10    | 33    | 5        | 1        | 0        | 40    | 8     | 0     | 0        | 6     | 1     | 8     | 0     | 1     | 13    | 4        | .289  | .339     | .351     | .690  |
| 2023       | オリックス | 43    | 138   | 122   | 5     | 24    | 6        | 0        | 0        | 30    | 8     | 0     | 0        | 5     | 0     | 11    | 0     | 0     | 9     | 4        | .197  | .263     | .246     | .509  |
| 2024       | オリックス | 89    | 312   | 280   | 27    | 84    | 6        | 3        | 1        | 99    | 13    | 3     | 1        | 8     | 1     | 22    | 0     | 1     | 26    | 3        | .300  | .352     | .354     | .706  |
| 通算：10年 | 通算：10年 | 632   | 2248  | 1991  | 224   | 525   | 66       | 20       | 9        | 658   | 139   | 44    | 15       | 62    | 8     | 173   | 1     | 14    | 242   | 29       | .264  | .326     | .330     | .656  |

- 2024年度シーズン終了時
- 各年度の太字はリーグ最高

### 年度別守備成績
| 年 度 | 球 団      | 一塁  | 一塁  | 一塁  | 一塁  | 一塁  | 一塁     | 二塁  | 二塁  | 二塁  | 二塁  | 二塁  | 二塁     | 三塁  | 三塁  | 三塁  | 三塁  | 三塁  | 三塁     | 遊撃  | 遊撃  | 遊撃  | 遊撃  | 遊撃  | 遊撃     |
| 年 度 | 球 団      | 試 合 | 刺 殺 | 補 殺 | 失 策 | 併 殺 | 守 備 率 | 試 合 | 刺 殺 | 補 殺 | 失 策 | 併 殺 | 守 備 率 | 試 合 | 刺 殺 | 補 殺 | 失 策 | 併 殺 | 守 備 率 | 試 合 | 刺 殺 | 補 殺 | 失 策 | 併 殺 | 守 備 率 |
| ----- | ---------- | ----- | ----- | ----- | ----- | ----- | -------- | ----- | ----- | ----- | ----- | ----- | -------- | ----- | ----- | ----- | ----- | ----- | -------- | ----- | ----- | ----- | ----- | ----- | -------- |
| 2015  | オリックス | -     | -     | -     | -     | -     | -        | 46    | 88    | 110   | 1     | 16    | .995     | 7     | 7     | 11    | 0     | 1     | 1.000    | -     | -     | -     | -     | -     | -        |
| 2016  | オリックス | -     | -     | -     | -     | -     | -        | 142   | 344   | 448   | 17    | 80    | .979     | -     | -     | -     | -     | -     | -        | -     | -     | -     | -     | -     | -        |
| 2017  | オリックス | -     | -     | -     | -     | -     | -        | 80    | 169   | 194   | 6     | 42    | .984     | 8     | 2     | 5     | 0     | 0     | 1.000    | 1     | 0     | 1     | 0     | 0     | 1.000    |
| 2018  | オリックス | -     | -     | -     | -     | -     | -        | 7     | 13    | 14    | 0     | 4     | 1.000    | 45    | 24    | 69    | 3     | 3     | .969     | -     | -     | -     | -     | -     | -        |
| 2019  | オリックス | -     | -     | -     | -     | -     | -        | 9     | 19    | 23    | 1     | 7     | .977     | 47    | 27    | 62    | 0     | 9     | 1.000    | -     | -     | -     | -     | -     | -        |
| 2020  | オリックス | -     | -     | -     | -     | -     | -        | 2     | 3     | 7     | 0     | 0     | 1.000    | 17    | 9     | 25    | 1     | 0     | .971     | -     | -     | -     | -     | -     | -        |
| 2021  | オリックス | -     | -     | -     | -     | -     | -        | 11    | 17    | 23    | 0     | 8     | 1.000    | 1     | 0     | 1     | 0     | 0     | 1.000    | -     | -     | -     | -     | -     | -        |
| 2022  | オリックス | 1     | 5     | 0     | 0     | 1     | 1.000    | 15    | 11    | 26    | 0     | 4     | 1.000    | 11    | 6     | 7     | 0     | 0     | 1.000    | -     | -     | -     | -     | -     | -        |
| 2023  | オリックス | -     | -     | -     | -     | -     | -        | 26    | 51    | 65    | 1     | 10    | .991     | 11    | 5     | 13    | 1     | 1     | .947     | -     | -     | -     | -     | -     | -        |
| 2024  | オリックス | -     | -     | -     | -     | -     | -        | 43    | 70    | 104   | 2     | 27    | .989     | 41    | 19    | 57    | 2     | 8     | .974     | -     | -     | -     | -     | -     | -        |
| 通算  | 通算       | 1     | 5     | 0     | 0     | 1     | 1.000    | 381   | 785   | 1014  | 28    | 198   | .985     | 188   | 99    | 250   | 7     | 22    | .980     | 1     | 0     | 1     | 0     | 0     | 1.000    |

- 2024年度シーズン終了時

### 記録
初記録
- 初出場・初打席：2015年4月2日、対福岡ソフトバンクホークス3回戦（福岡 ヤフオク!ドーム）、5回表に山崎勝己の代打で出場、東浜巨から一飛
- 初先発出場：2015年4月12日、対東北楽天ゴールデンイーグルス3回戦（楽天Koboスタジアム宮城）、「8番・三塁手」で先発出場
- 初安打：同上、7回表に戸村健次から右前安打
- 初打点：2015年4月22日、対千葉ロッテマリーンズ5回戦（QVCマリンフィールド）、7回表に藤岡貴裕から中前2点適時打
- 初本塁打：2015年4月29日、対東北楽天ゴールデンイーグルス5回戦（京セラドーム大阪）、4回裏に美馬学から右越2ラン
- 初盗塁：2015年5月2日、対福岡ソフトバンクホークス8回戦（京セラドーム大阪）、2回裏に二盗（投手：攝津正、捕手：髙谷裕亮）

### 背番号
- 39（2015年[14] - 2016年）
- 5（2017年[34] - ）

### 登場曲
現在使用している登場曲
- 「笑顔のループ」AAA（2019年 - ）
- 「Magic」Mrs. GREEN APPLE（2023年 - ）

過去に使用していた登場曲
- 「our days。～僕らの日々～」ハジ→（2016年）
- 「Darkest Before Dawn」三浦大知（2017年）
- 「New Day (feat. Neo Hero)」BANTY FOOT（2017年）
- 「History Maker」DEAN FUJIOKA（2018年）
- 「飛行艇」King Gnu（2019年）
- 「Dragon Night」SEKAI NO OWARI（2015年・2021年）